# 薩瓦涅
薩瓦涅是瑞士的城鎮，位於該國西部，由納沙泰爾州負責管轄，面積8.6平方公里，海拔高度750米，2011年人口1,196，一半人口信奉基督教，人口密度每平方公里139人。